# Раунд-Рок (Аризона)
Раунд-Рок (англ. Round Rock) — переписна місцевість (CDP) в США, в окрузі Апачі штату Аризона. Населення — 640 осіб (2020).

## Географія
Раунд-Рок розташований за координатами 36°30′15″ пн. ш. 109°27′47″ зх. д. / 36.50417° пн. ш. 109.46306° зх. д. (36.504256, -109.463156). За даними Бюро перепису населення США в 2010 році переписна місцевість мала площу 37,16 км², з яких 36,91 км² — суходіл та 0,25 км² — водойми.

## Демографія
Згідно з переписом 2010 року, у переписній місцевості мешкало 789 осіб у 211 домогосподарстві у складі 167 родин. Густота населення становила 21 особа/км². Було 260 помешкань (7/км²).
Расовий склад населення:
| - 98,2 % — корінних американців - 0,1 % — білих |

До двох чи більше рас належало 1,6 %. Частка іспаномовних становила 1,4 % від усіх жителів.
За віковим діапазоном населення розподілялося таким чином: 39,0 % — особи молодші 18 років, 53,5 % — особи у віці 18—64 років, 7,5 % — особи у віці 65 років та старші. Медіана віку мешканця становила 25,1 року. На 100 осіб жіночої статі у переписній місцевості припадало 92,9 чоловіків; на 100 жінок у віці від 18 років та старших — 94,0 чоловіків також старших 18 років.
Середній дохід на одне домашнє господарство становив 33 345 доларів США (медіана — 24 167), а середній дохід на одну сім'ю — 38 954 долари (медіана — 31 000). За межею бідності перебувало 45,0 % осіб, у тому числі 49,4 % дітей у віці до 18 років та 23,5 % осіб у віці 65 років та старших.
Цивільне працевлаштоване населення становило 180 осіб. Основні галузі зайнятості: освіта, охорона здоров'я та соціальна допомога — 68,3 %, будівництво — 11,7 %, роздрібна торгівля — 5,0 %, науковці, спеціалісти, менеджери — 5,0 %.